# Tauberphilharmonie Weikersheim
Die Tauberphilharmonie Weikersheim (Eigenschreibweise: TauberPhilharmonie Weikersheim) ist ein Konzert- und Veranstaltungshaus in Weikersheim, das im Juli 2019 eröffnet wurde. Bauherrin ist die Stadt Weikersheim.

## Gebäude

### Zweck

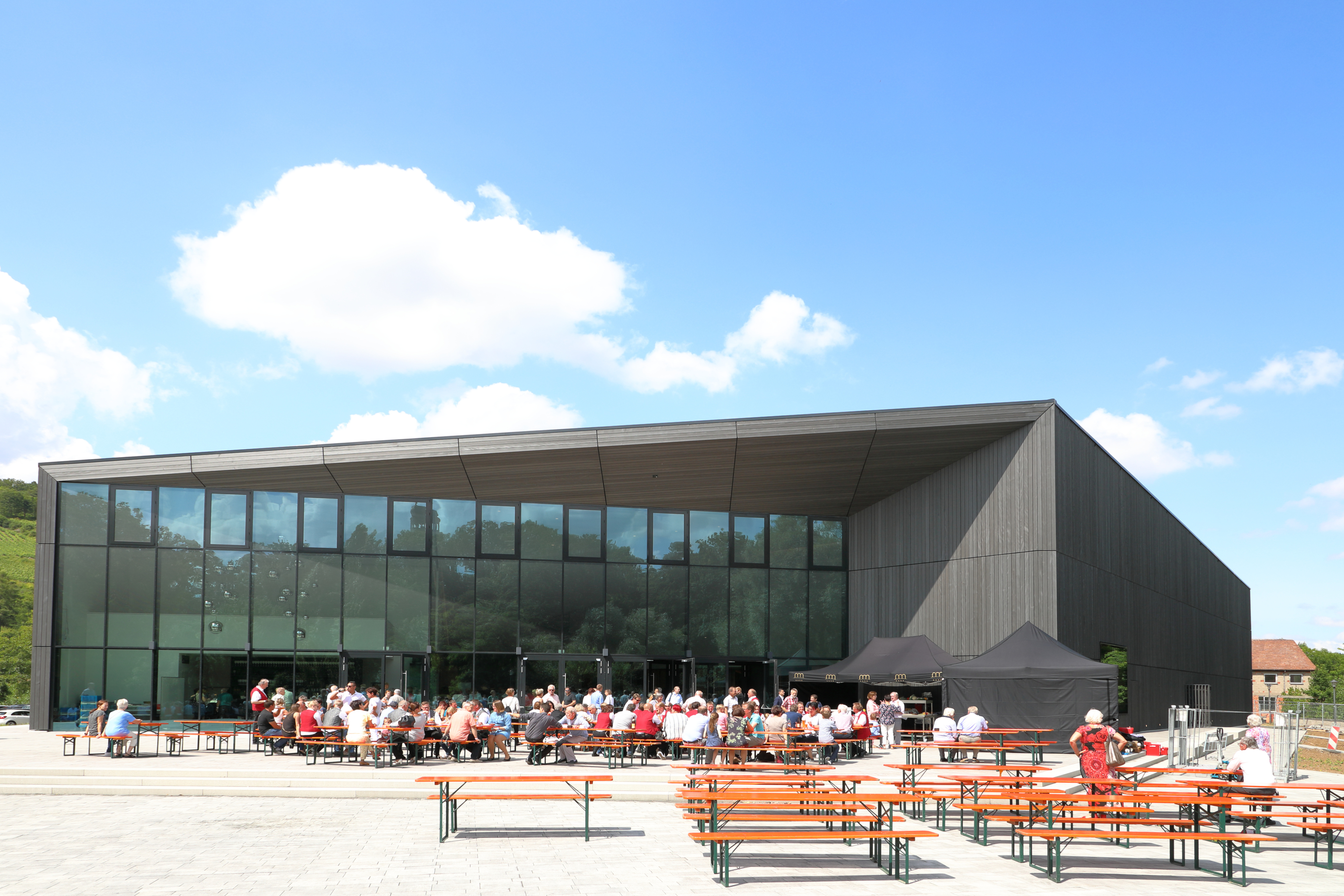
Der Eingangsbereich

Die Tauberphilharmonie dient als Ersatzneubau für die Alte Stadthalle Weikersheim für Konzerte und Musikveranstaltungen sowie für Kongresse, Tagungen und private Festlichkeiten. Hauptnutzerin ist die Musikakademie Weikersheim, die von der Jeunesses Musicales Deutschland betrieben wird, welche jedes Jahr ca. 9.000 junge Menschen nach Weikersheim bringen. Damit will die Stadt Weikersheim erreichen, dem hohen Anspruch und dem – im Bereich der Musik und Jugendförderung – internationalem Ruf als Kulturstadt gerecht zu werden.

### Lage und Verkehrsanbindung
Das Gebäude wurde auf dem Gelände der Tauberwiesen im nördlichen Teil von Weikersheim errichtet. Das Baugelände hat die Flurstücksnummer 2742 der Gemarkung Weikersheim. Es liegt in der Tauberaue und damit im Bebauungs- und Grünordnungsplan „Westliches Tauberufer“, welcher im Jahr 2004 beschlossen wurde. Die '1. Änderung des Bebauungsplans' wurde am 24. November 2016 vorgelegt und am 3. März 2017 beschlossen.
Mit Sichtachsen zum Schloss Weikersheim und der Stadtkirche St. Georg steht das neue Gebäude in Dialog mit dem auf der anderen Tauberseite gelegenen Stadtkern von Weikersheim.
Verkehrstechnisch angebunden wird das neue Konzerthaus über den direkt nördlich gelegenen Kreisverkehr, in welchen die Romantische Straße und die direkt zum Weikersheimer Ortskern führende August-Laukhuff-Straße einmünden. Im Westen des Baugrundstücks liegt der Parkplatz Tauberwiesen mit einer Fläche von 1,16 ha und Platz für über 150 Fahrzeuge. Hier befindet sich auch eine Ladestation für Elektrofahrzeuge.
Vom südlichen Ende dieses Parkplatzes führt ein Fußgängersteg als Holz-Hohlkastenbrücke über die Tauber zum Logierhaus der Musikakademie Weikersheim im Heiligen Wöhr.

### Architektur

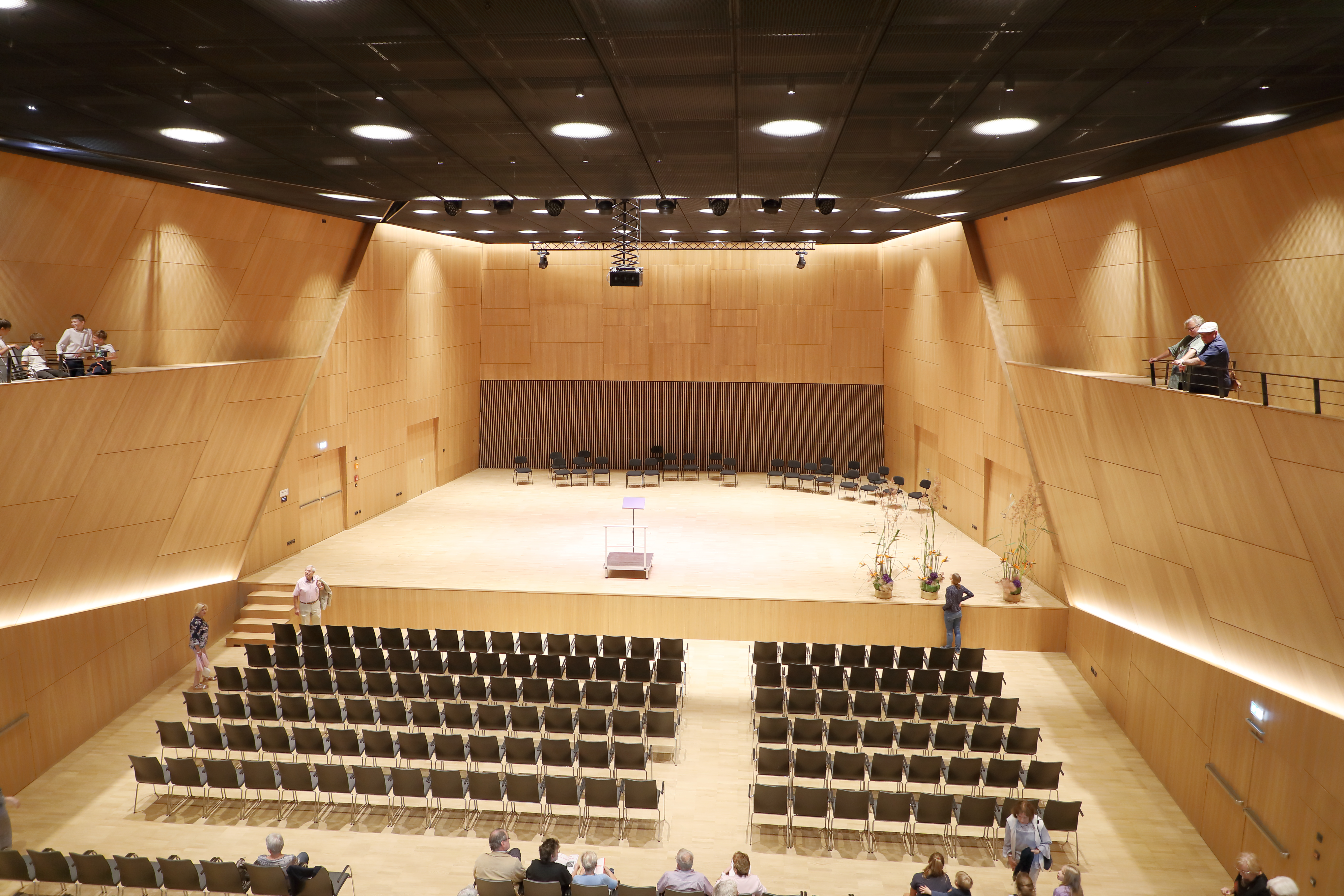
Der große Konzertsaal

Das neue Konzerthaus besteht aus zwei wie ineinandergeschoben wirkenden kubischen Bauteilen, welche unterschiedlich groß und hoch sind. Der Grundriss des Baukörpers hat im Groben die Form eines Fünfecks, dessen längste Seite rund 65 m lang ist. Das Gebäude verfügt über zwei Geschosse. Die maximale Firsthöhe beträgt 11,5 m. Die überbaute Fläche beträgt ca. 2.570 m²; die Brutto-Geschossfläche 3.092 m².
In diesen beiden Teilen befinden sich mehrere Veranstaltungssäle (Details siehe Veranstaltungssäle), sowie jeweils mehrere Nebenräume. Die Veranstaltungssäle werden über das großzügige Besucherfoyer verbunden. Die Glasfront dieses Foyers – die einzige größere Öffnung im Gebäude – zeigt in Richtung Stadt und dient als Haupteingang.
Über einen kleineren Personaleingang und den separaten Anlieferungsbereich auf der gegenüberliegenden Seite zum Besucherfoyer werden die Bühnen, Gastronomiebereich, Künstlergarderoben sowie alle Stimmzimmer, Verwaltungs- und Nebenräume erschlossen.
Die Klimatisierung aller Räume wird durch ein nachhaltiges, geothermisches Energiesystem mittels Wärmepumpe ausgeführt.

### Materialien und Bauausführung
Obwohl das Gebäude im hochwasserfreien Bereich des Grundstücks liegt, mussten wegen des durch die unmittelbare Flussnähe sehr hohen maximalen Grundwasserstandes Teile des Fundaments als Weiße Wanne ausgeführt werden. Wegen des weichen Untergrundes kam eine Tiefgründung mit Stahlbeton-Bohrpfählen zum Einsatz.
Für tragende Teile des Gebäudekörpers wurde durchweg Stahlbeton verwendet. Der Große Saal, das dazugehörige Dach und die Wände des Kleinen Saales wurden aufgrund der hohen akustischen Anforderungen komplett in Massivbauweise gebaut. Für die restlichen Außen- und Innenwände sowie für die Dächer wurde Holz verwendet.
Bis auf die Glasfront des Foyers zur Stadt hin wurden alle weiteren Fenster und Glasflächen in die Holzfassade des Gebäudes integriert, damit sie die einheitliche, geschlossene Wirkung des Baus nicht stören. Das Konzerthaus sollte zu einer begehbaren, hölzernen Struktur werden, welche die Klangkörper der Musikinstrumente der klassischen Musik zitiert.

### Veranstaltungssäle

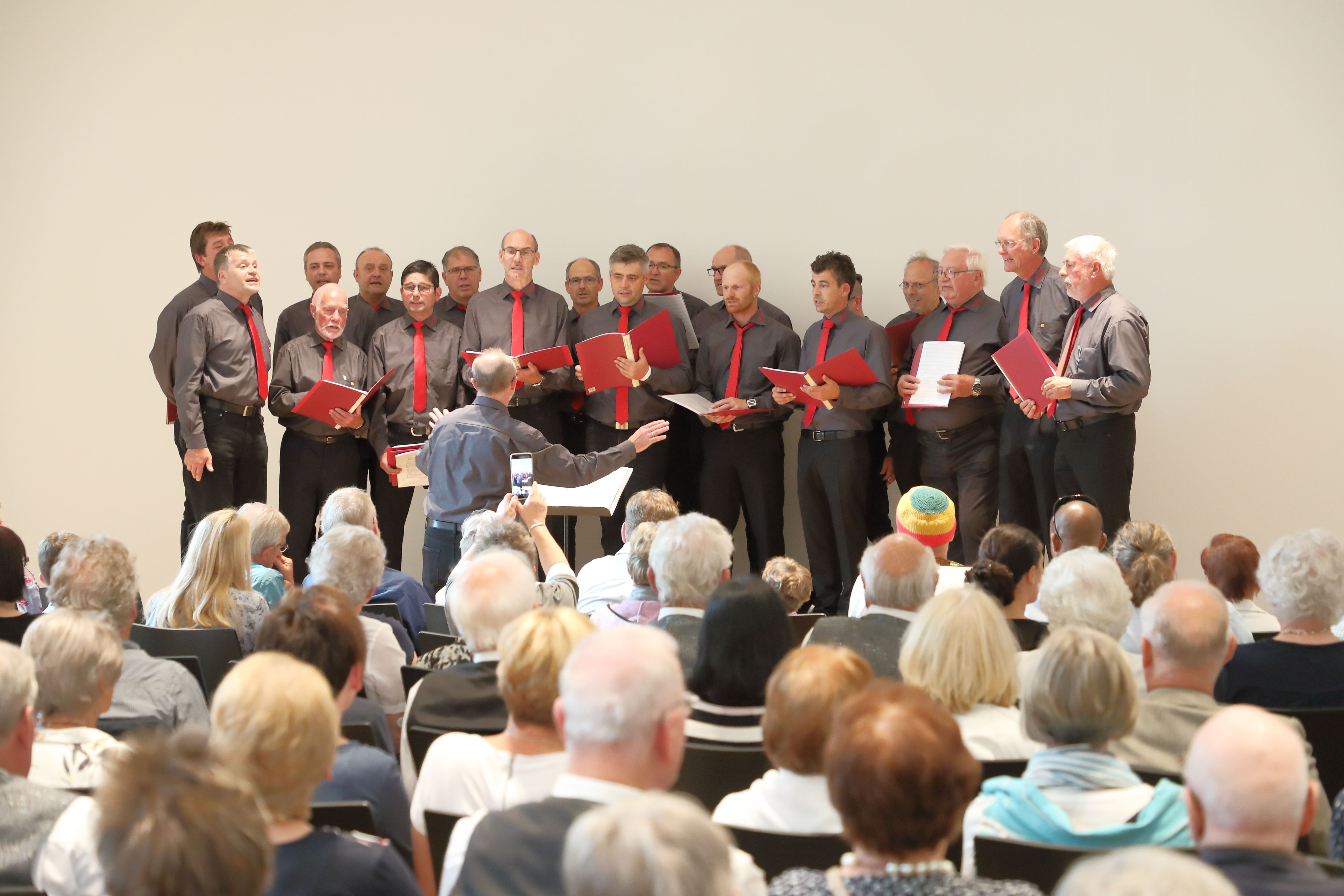
Vortrag des Sängerkranz Schäftersheim am zweiten Tag der Eröffnung im Wittensteinsaal

Das Gebäude hat zwei unterschiedlich große Veranstaltungssäle. Im Großen Saal finden bis zu 650 Personen, im Kleinen Saal bis zu 200 Personen Platz. Beide Säle können auch miteinander kombiniert genutzt werden, beispielsweise für Ausstellungen.
In der Projektpräsentation „Neubau Kultur- und Veranstaltungshaus Weikersheim“ (siehe Literatur) gibt es noch einen dritten Veranstaltungssaal, den sog. Chorsaal, welcher von der Grundfläche wesentlich kleiner ist. Ebenfalls in diesem Plan ist es angedacht, dass alle Veranstaltungssäle beim Szenario der sog. „großen Veranstaltung“ miteinander kombinieren werden können. Dabei werden die Stühle für das Publikum in allen Räumen so aufgestellt, dass die Blickrichtung der Gäste zum Foyer zeigt, welches dann als zentrale Bühne fungiert.

## Projektverlauf

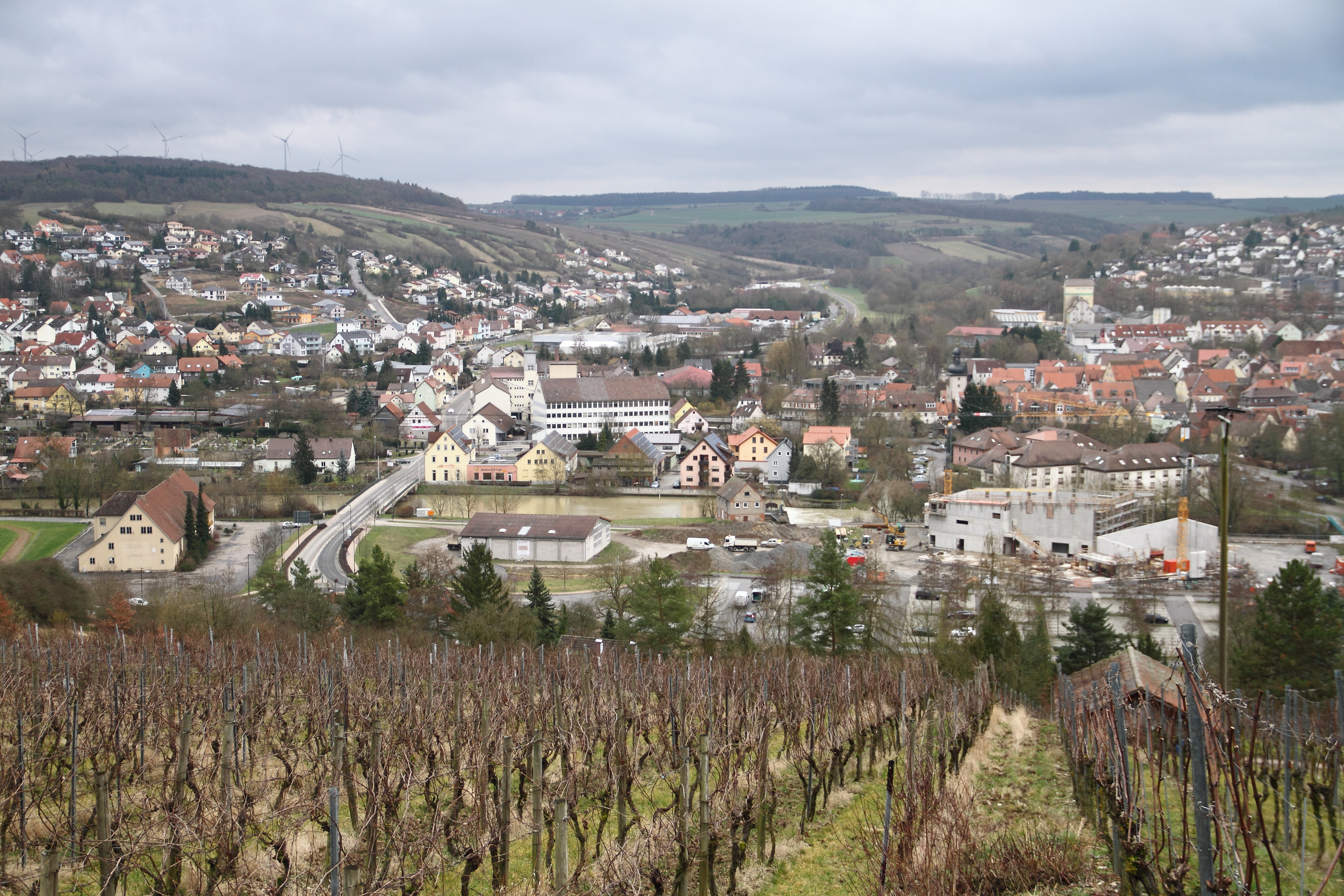
Blick vom Schmecker auf die Baustelle der Tauberphilharmonie und die Alte Stadthalle kurz vor deren Abriss im Februar 2018.

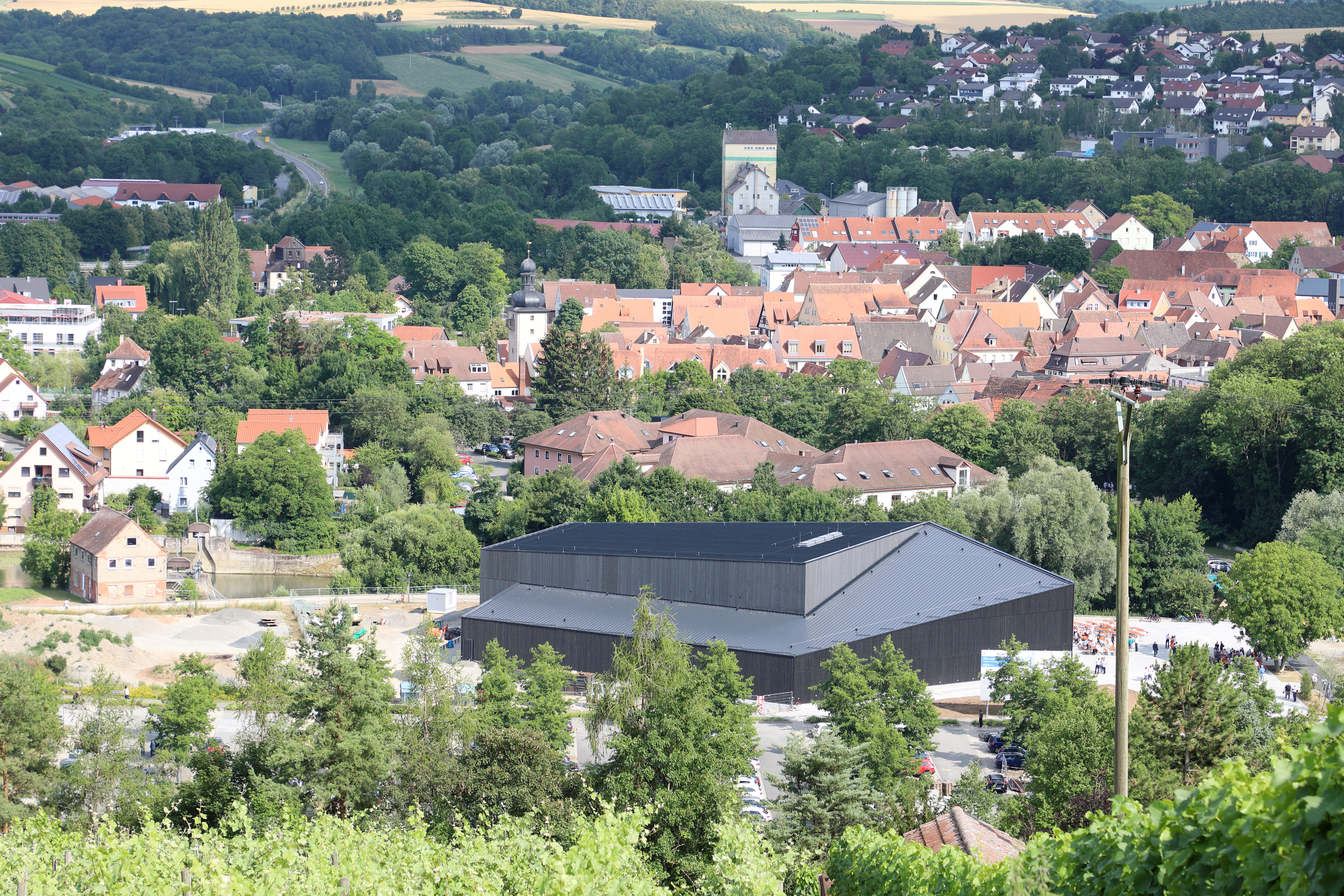
Tauberphilharmonie nach der Vollendung

Im Jahr 2009/2010 führte die Stadt Weikersheim eine Machbarkeitsstudie durch. Im Juni/Juli 2011 fand ein Bürgerkongress statt, bei dem der Entschluss gegen die Sanierung der Alten Stadthalle und für den Bau eines neuen Konzert- und Veranstaltungshauses gefasst wurde. Am 11. Dezember 2011 schrieb das Bauamt der Stadt Weikersheim in Kooperation mit dem Büro Prof. Schmid, Treiber und Partner aus Leonberg und der Architektenkammer Baden-Württemberg einen internationalen Architektenwettbewerb zur Gestaltung des neuen Veranstaltungshauses aus.
Das Preisgericht des Wettbewerbs entschied sich am 7. Dezember 2012 für den Entwurf des Architekturbüros HENN. Noch im Dezember 2012 wurde die Vorentwurfsplanung beschlossen. Am 4. Mai 2013 wurde das Büro Prof. Schmid, Treiber und Partner aus Leonberg mit Planung und Gestaltung der Außenanlagen des neuen Konzerthauses beauftragt. Im Juli/August 2013 wurde die Entwurfsplanung/Genehmigungsplanung und im März 2014 dann die Ausführungsplanung beschlossen.
Das Landratsamt Main-Tauber-Kreis erteilte die Baugenehmigung am 19. Mai 2014.
Daraufhin ruhte das Projekt vorerst, da die Finanzierung noch nicht vollständig gesichert war. Erst die Zusage des Bundesministerium für Umwelt, Naturschutz, Bau und Reaktorsicherheit in der maximalen Förderungshöhe von vier Millionen Euro machte die Komplettfinanzierung für die Stadt überhaupt erreichbar. (Details siehe Projektverlauf)
Die Bauarbeiten begannen Ende April 2017, der offizielle Spatenstich fand am 19. Mai 2017 auf dem Baugelände statt.
Der Vorgängerbau, die Alte Stadthalle Weikersheim in der August-Laukhuff-Straße 12, wurde im Frühjahr 2018 abgerissen. Die Unternehmensgruppe Lidl hat das Gelände bereits vor dem 24. November 2016 von der Stadt Weikersheim gekauft.

## Namensfindung
Im August 2016 schlossen sich annähernd 40 interessierte Bürger zu einem Förderverein für das neue Projekt zusammen. Die Arbeitsgruppe „Namensgebung“ des noch in Gründung befindlichen Fördervereins suchte nach passenden Namen für das neue Kultur- und Veranstaltungshaus. Im öffentlichen Workshop am 11. März 2017 wurde der Name „Taubertal Philharmonie“ abgewandelt in „Tauber Philharmonie Weikersheim“. Ebenfalls aus diesem Workshop ging der alternative Name „Auditorio Weikersheim“ hervor. Aus der Bevölkerung kamen auf dieser Veranstaltung insgesamt über 60 Vorschläge. Dem Gemeinderat wurden nur zwei Namen, nämlich „Tauber Philharmonie Weikersheim“ und „Auditorio Weikersheim“, zur endgültigen Abstimmung übergeben. In der Sitzung vom 24. März 2017 beschloss der Gemeinderat für das neue Kultur- und Veranstaltungshaus den Namen "Tauber Philharmonie Weikersheim".
Der  Name in der leicht abgewandelten Form „TauberPhilharmonie Weikersheim“ hat sich allgemein durchgesetzt.

## Kosten

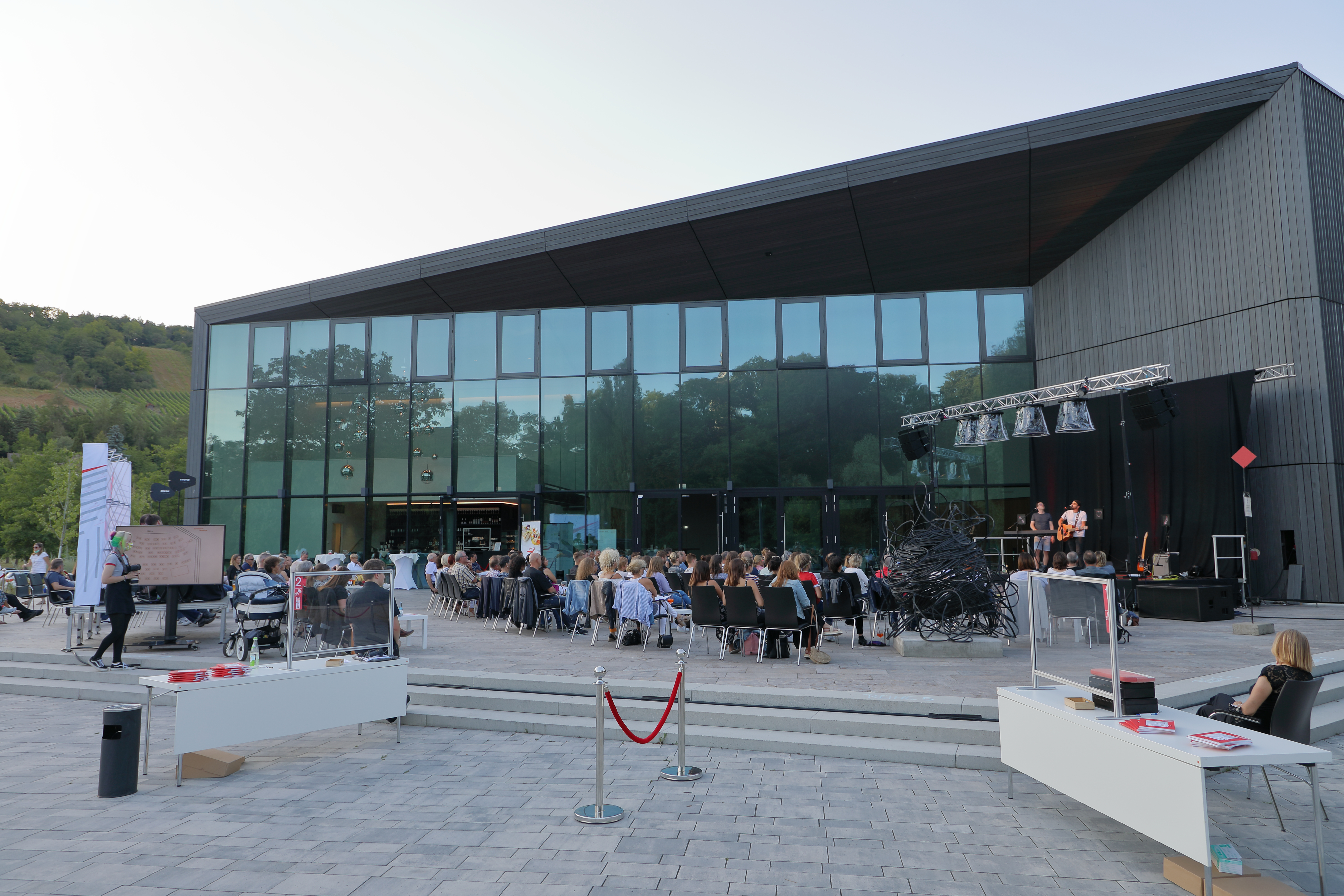
Der Singer-Songwriter Mailänder bei der Open-Air-Wiedereröffnung nach dem Lockdown infolge der COVID-19-Pandemie in Deutschland

Im Dezember 2015 wurde vom Architekten mit Brutto-Gesamtkosten von ca. 13,1 Millionen Euro kalkuliert.
Mit den Bauarbeiten wurde erst im zweiten Quartal 2017 begonnen.

## Intendanz

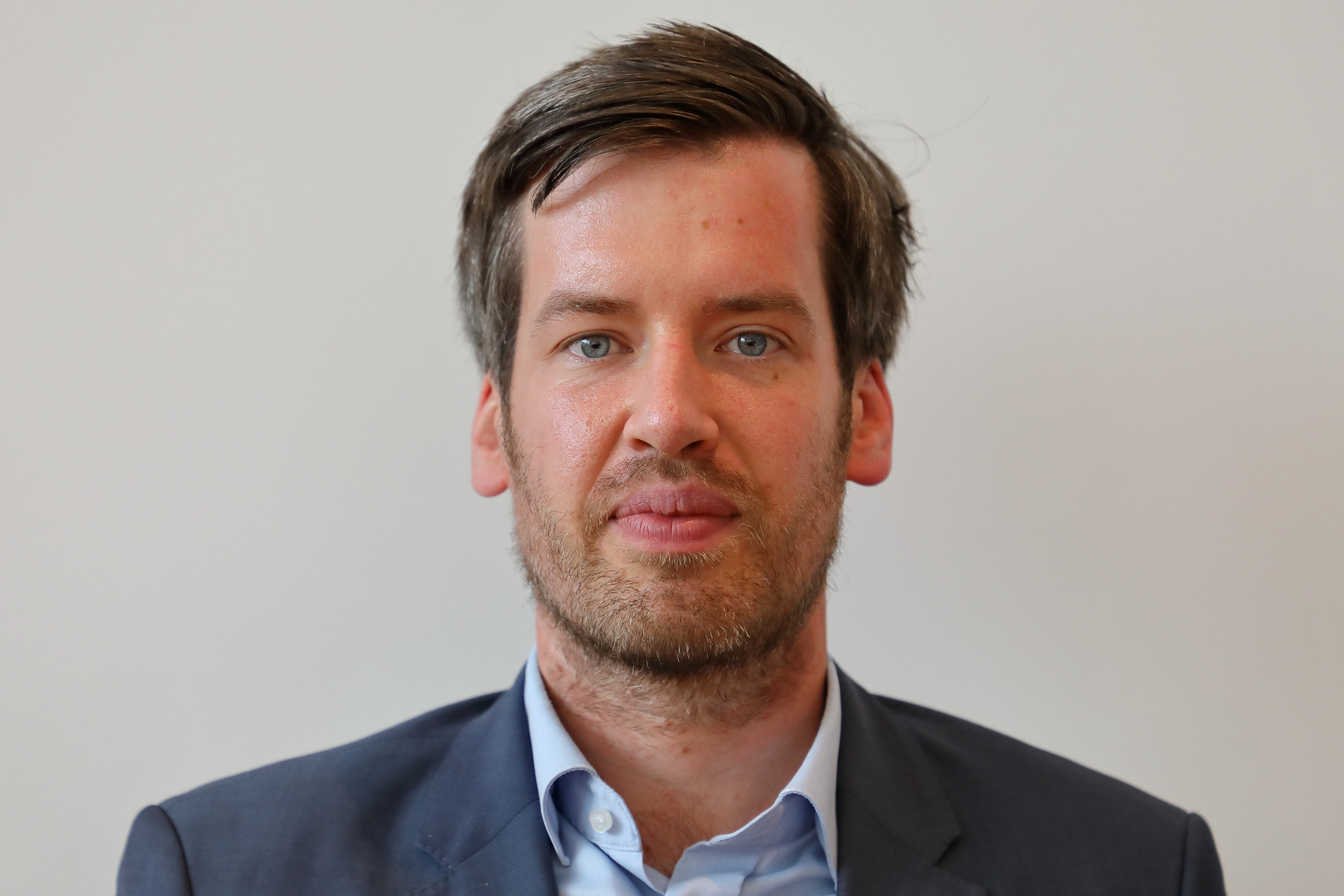
Johannes Mnich

Am 1. Mai 2018 nahm Johannes Mnich seine Tätigkeit als Intendant auf; er hatte sich im Bewerbungsverfahren gegen 28 Bewerber durchgesetzt.